# Bill Koch (sciatore)
William Conrad Koch detto Bill (Brattleboro, 7 giugno 1955) è un ex fondista statunitense, vincitore della prima edizione della Coppa del Mondo di sci di fondo nel 1982.

## Biografia
Debuttò in campo internazionale in occasione dei Campionati europei juniores di sci nordico 1974 (3°). In Coppa del Mondo fu il primo a introdurre la nuova tecnica libera; esordì il 16 gennaio 1982 a Le Brassus, ottenendo subito la prima vittoria.
In carriera prese parte a quattro edizioni dei Giochi olimpici invernali, Innsbruck 1976 (6° nella 15 km, 2° nella 30 km, 13° nella 50 km, 6° nella staffetta), Lake Placid 1980 (16° nella 15 km, non conclude la 30 km, 13° nella 50 km, 8° nella staffetta), Sarajevo 1984 (27° nella 15 km, 21° nella 30 km, 17° nella 50 km, 8° nella staffetta) e Albertville 1992 (42° nella 30 km), e a due dei Campionati mondiali, vincendo una medaglia.

## Palmarès

### Olimpiadi
- 1 medaglia, valida anche ai fini iridati:
  - 1 argento (30 km a Innsbruck 1976)

### Mondiali
- 1 medaglia, oltre a quella conquistata in sede olimpica e valida anche ai fini iridati:
  - 1 bronzo (30 km[2] a Oslo 1982)

### Coppa del Mondo
- Vincitore della Coppa del Mondo nel 1982
- 6 podi (tutti individuali)[3]:
  - 4 vittorie
  - 1 secondo posto
  - 1 terzo posto

#### Coppa del Mondo - vittorie
| Data             | Località    | Nazione    | Spec.    |
| ---------------- | ----------- | ---------- | -------- |
| 16 gennaio 1982  | Le Brassus  | Svizzera   | 15 km TC |
| 24 gennaio 1982  | Brusson     | Italia     | 30 km TC |
| 12 marzo 1982    | Falun       | Svezia     | 30 km TC |
| 27 marzo 1982    | Castelrotto | Italia     | 15 km TL |
| 12 febbraio 1983 | Sarajevo    | Jugoslavia | 30 km TC |

Legenda:

TC = tecnica classica

TL = tecnica libera